# Amstel Gold Race 1979
L'Amstel Gold Race 1979, quattordicesima edizione della corsa, si svolse il 14 aprile 1979 su un percorso di 238 km da Heerlen a Meerssen. Fu vinta dall'olandese Jan Raas, che terminò in 5h 59' 56".

## Ordine d'arrivo (Top 10)
| Pos. | Corridore          | Squadra      | Tempo    |
| ---- | ------------------ | ------------ | -------- |
| 1    | Jan Raas           | TI-Raleigh   | 5h59'56" |
| 2    | Henk Lubberding    | TI-Raleigh   | a 39"    |
| 3    | Sven-Åke Nilsson   | Miko-Mercier | s.t.     |
| 4    | Willy Teirlinck    | KAS          | a 1'06"  |
| 5    | Joop Zoetemelk     | Miko-Mercier | s.t.     |
| 6    | Michel Laurent     | Peugeot      | s.t.     |
| 7    | Frits Pirard       | Miko-Mercier | a 1'13"  |
| 8    | Lucien Van Impe    | KAS          | a 1'40"  |
| 9    | Claude Criquielion | KAS          | s.t.     |
| 10   | René Martens       | Flandria     | s.t.     |